# コース (ゴルフ)

レイアウト例：
（1）ティーイングエリア （2）川 （3）ラフ （4）OB（Out of Bounds） （5）バンカー （6）池 （7）フェアウェイ （8）グリーン （9）ピン （10）カップ

コース（course）とは、ゴルフを競技するために決められた区域で、1ラウンド18ホールの全区域をいう。2019年のゴルフ規則の新ルールにより、従来のウォーターハザード等がペナルティエリアの名称で一括されるなど変更が行われた。

## 概要
コースは、ティーイング・エリア、ジェネラルエリア、ペナルティ・エリア、バンカー、パッティング・グリーンの5つに区分される。また、プレーの禁止されている区域をアウト・オブ・バウンズ（Out of Boundsまたは略称でOB（オービー））といい、通常、白杭を結んだラインが境界線になっている。
なお、2019年のルール改正前は、ティーインググラウンド、スルーザグリーン、ハザード、グリーンに区分されていた（ティーグラウンドについてはティーイングエリアを参照）。
ティーからグリーン中央までの距離を「全長」と呼び、それによってパー（基準打数）の数が決まる。男子の場合は250ヤード以下がパー3、251-470ヤードがパー4、471-690ヤードがパー5、691ヤード以上がパー6となり、女子の場合は210ヤード以下がパー3、211-400ヤードがパー4、401-575ヤードがパー5、576ヤード以上がパー6となる。日本ではパー3のコースを「ショートホール」、パー4のコースを「ミドルホール」、パー5のコースを「ロングホール」と呼ぶが、日本以外ではほとんど使われていない。なお、全長はティーからグリーン中央までの直線距離ではなく、理想的なショットを図面上で見た場合の距離の合計で測られる。パー3のコースの場合、1打目、2打目、3打目の理想的な落下地点を直線で結んだ距離の合計が全長となる。この際にコース上の起伏は考慮されない。また、実際にゴルファーが歩く距離はボールが飛ぶ方向に依存するため、コースの全長より長くなる（ホールインワンを出した場合などを除く）。

## ティーイング・エリア
各ホールの1打目を打つためのスタート地点をティーイング・エリア（Teeing area）と呼ぶ（2019年ルール改正前の名称はティーインググラウンド）。1打目はティーの上にボールを置き（ティーアップ）打つことができる。スタート時間に遅れた場合は2罰打、5分以上遅れると競技失格となる。
各ホールには複数のティーイングエリアが設置されており、競技によって使用個所が変わる。レディースティー、フロントティー、レギュラーティー、バックティーなどがある。

## ジェネラルエリア
プレー中のホールのティーイング・エリア、ペナルティ・エリア、パッティング・グリーンを除くエリア。2019年ルール改正までスルーザグリーン（Through the Green）と呼ばれていた区域に相当する。主に フェアウェイ（芝が短く刈り込まれている区域）とラフ（芝が長い状態の区域）からなる。

## ペナルティ・エリア
各ホールの池やクリークなどの黄色または赤色の杭またはラインで囲まれたエリア。2019年ルール改正まで後述のバンカーとともにハザード（Hazard）と呼ばれていた（バンカー、ウォーターハザード、ラテラルウォーターハザードなどに分類されていた）。

### イエローペナルティエリア
ペナルティ・エリアのうち池のように黄杭で結んだ線で囲まれるエリアをイエローペナルティエリアという（2019年ルール改正）。従来のウォーターハザード（Water Hazard）に相当する。

### レッドペナルティエリア
ペナルティ・エリアのうちクリークのように赤杭で結んだ線で囲まれるエリアをレッドペナルティエリアという（2019年ルール改正）。従来のラテラルウォーターハザード（Lateral Water Hazard）に相当するが、対岸地点から2クラブレングス以内にドロップする救済方法は2019年のルール改正で廃止された。

## バンカー
バンカー（Bunker）はコース上に設置された窪地。砂が敷き詰められている場合が多い。

## パッティング・グリーン
グリーン（Green）はカップ（ホール）があるエリアで、芝が刈り取られており、芝が短く刈り取られている部分がグリーン面となる。

### カップ・ホール
グリーン上に設けられた、直径4.25インチ、深さ4インチの穴をカップ（Cup）またはホール（Hole：規則上ではホール）と呼ぶ。この穴にボールを入れることがゴルフの目的である。

### サブグリーン
予備のためのサブグリーンはプレーが禁止される修理地として扱われる。